# Mon frère Jacques par Pierre Prévert
Pour plus de détails, voir Fiche technique et Distribution.
Mon frère Jacques par Pierre Prévert est le titre du film réalisé par Catherine Prévert en 2004 à partir des éléments contenus dans le film Mon frère Jacques réalisé par son père Pierre Prévert en 1961. Si le film originel de 1961 fut tourné en 16 mm N&B et présenté à la télévision, celui de 2004 est sorti directement à la vente en DVD.
Des plans défectueux du film originel ont dû être supprimés (la durée a, ainsi, été réduite de 300 à 235 minutes), l'ensemble a été restauré (principalement le son), des documents en noir et blanc sont cette fois présentés en couleurs, et le court-métrage La Pêche à la baleine, retrouvé sur le tard par Pierre Prévert, y a été intégré.

## Fiche technique
- Réalisation : Catherine Prévert
- Photo : Willy Kurant
- Montage : Daniel Vogel
- Musique : Henri Crolla
- Distribution : Doriane Films
- Pays d’origine :  France
- Langue : français
- Format : DVD 9
- Genre : documentaire
- Durée : 235 minutes
- Date de sortie : 2004